# Llac Southern Indian
El llac Southern Indian (en anglès Southern Indian Lake) és un gran llac que es troba al curs mitjà del riu Churchil, al nord de la província canadenca de Manitoba. La seva superfície és de 2.247 km² si es tenen en compte les illes interior, però si sols es considera la massa d'aigua queda reduïda a 2.015 km². i té una costa molt complexa, amb nombroses illes al seu interior, llargues penínsules i profundes badies.
La reserva cree de South Indian Lake, amb uns 800 habitants, es troba a la seva riba sud. Els cree l'anomenen llac sakahigan, que significa «gran llac».